# Petr Kubis
Petr Kubis (* 28. listopadu 1968 Sokolov) je český politik a bývalý policista, od ledna do prosince 2020 hejtman Karlovarského kraje (předtím v letech 2016 až 2019 náměstek hejtmanky, ve stejné funkci působí opět od roku 2024), od roku 2022 starosta města Sokolov (předtím v letech 2014 až 2022 radní města), člen hnutí ANO.

## Život
Vystudoval obor bezpečnostně právní studia a následně i obor policejní management a kriminalistika na Policejní akademii České republiky v Praze (získal titul Mgr.).
V letech 1987 až 2008 pracoval v různých pozicích u Veřejné bezpečnosti a Policie ČR. Roku 1989 sloužil u Pohotovostního pluku VB a zasahoval proti demonstracím během Palachova týdne. V letech 2008 a 2009 působil jako vedoucí Odboru bezpečnosti a prevence kriminality Magistrátu města Plzně. V roce 2007 získal cenu ministra vnitra „Policista roku“ a v roce 2009 se stal velitelem Městské policie Sokolov, je autorem projektu „Bezpečné město“. Později byl Kubis členem Řádu strážců koruny a meče, který měl personální vazby na krajně pravicovou Stranu konzervativní pravice – Řád národa.
Petr Kubis žije ve městě Sokolov.

## Politické působení
V komunálních volbách v roce 2014 byl jako nestraník za hnutí ANO zvolen zastupitelem města Sokolov. Následně se v listopadu 2014 stal i radním města. Později do hnutí ANO vstoupil a stal se předsedou oblastní organizace na Sokolovsku. Ve volbách v roce 2018 mandát zastupitele města obhájil, stejně tak se stal opět radním města. Dne 17. října 2022 byl na ustavujícím zasedání zastupitelstva v Sokolově zvolen sokolovským starostou.
V krajských volbách v roce 2016 byl jako člen hnutí ANO zvolen zastupitelem Karlovarského kraje. V listopadu 2016 se pak stal uvolněným náměstkem hejtmanky, a to pro oblast sociálních věcí, bezpečnost a vnitřní záležitosti. V listopadu 2019 byl zvolen hejtmanem Karlovarského kraje, jelikož se dosavadní hejtmanka Jana Mračková Vildumetzová rozhodla na svou funkci kvůli těhotenství rezignovat. Tato změna nabyla účinnosti od 1. ledna 2020.
V krajských volbách v roce 2020 byl lídrem kandidátky hnutí ANO v Karlovarském kraji, mandát krajského zastupitele se mu podařilo obhájit. Po více než dvouměsíčním povolebním jednání byla ustavena nová krajská koalice, jejíž součástí se hnutí ANO nestalo. Proto byl dne 14. prosince 2020 nahrazen ve funkci hejtmana Petrem Kulhánkem z hnutí KOA. V krajských volbách v roce 2024 mandát krajského zastupitele za hnutí ANO obhájil. Na začátku listopadu 2024 se pak stal náměstkem hejtmanky pro oblast zdravotnictví.
Ve volbách do Poslanecké sněmovny PČR v roce 2025 kandiduje na posledním 14. místě kandidátní listiny hnutí ANO v Karlovarském kraji.